# Новожиловцы
Новожиловцы — упразднённая деревня в Павинском районе Костромской области России. Входила в состав Павинского сельского поселения. Исключена из учётных данных в 2024 году.

## География
Находится в северо-восточной части Костромской области на расстоянии приблизительно 20 км на юг по прямой от села Павино, административного центра района.

## История
До 2019 года входила в состав Крутогорского сельского поселения до его упразднения.

## Население
| 2008 | 2010 | 2014 |
| ---- | ---- | ---- |
| 0    | →0   | →0   |

Численность постоянного населения не была учтена как в 2002 году, так и в 2022.